# Туин-Лейкс (город, Миннесота)
Туин-Лейкс (англ. Twin Lakes) — город в округе Фриборн, штат Миннесота, США. На площади 1,3 км² (1,2 км² — суша, 0,1 км² — вода), согласно переписи 2002 года, проживают 168 человек. Плотность населения составляет 135,3 чел./км².
- Телефонный код города — 507
- Почтовый индекс — 56089
- FIPS-код города — 27-65920[1]
- GNIS-идентификатор — 0653454[2]